# Randy Turpin

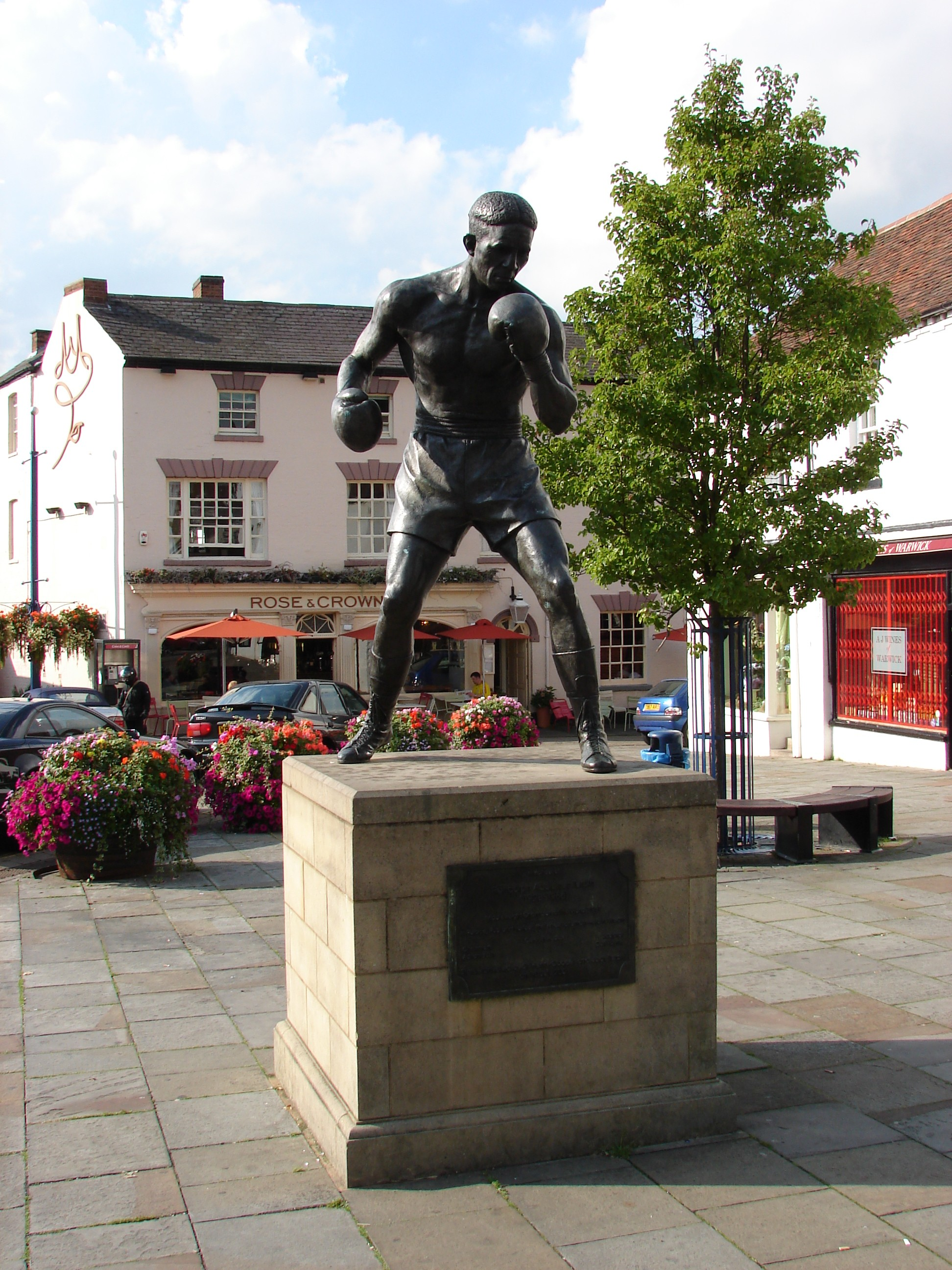
Staty över Randy Turpin i Warwick.

Randolph Adolphus "Randy" Turpin, född 7 juni 1928 i Royal Leamington Spa, Warwickshire, död 17 maj 1966, var en engelsk proffsboxare. Han var världsmästare i mellanvikt från den 10 juli till 12 september 1951 (64 dagar). Han kallades The Leamington Licker.

## Biografi
Randolphs far Lionel Turpin var invandrare från Brittiska Guyana och den ende invånaren i Leamington som inte såg "brittisk" ut. Randolphs mor Beatrice var däremot infödd Leamingtonbo. Randolph var den yngste och mest framgångsrike av Lionels tre söner som samtliga blev proffsboxare.
Randy Turpin och hans bror Jack Turpin blev efter lyckade amatörkarriärer proffs samtidigt 1946. Fyra år senare blev Turpin brittisk mellanviktsmästare genom att slå ut den regerande mästaren Albert Finch som bara några månader tidigare besegrat storebror Dick Turpin (som var brittisk samväldesmästare). Efter ytterligare tre segerrika matcher ställdes Turpin 1951 mot regerande europamästaren Luc van Dam som han knockade i första ronden.
I juli 1951 kom Randy Turpins största framgång som boxare, när han besegrade regerande världsmästaren Sugar Ray Robinson på poäng men bara två månader senare förlorade han returmatchen. Turpin försökte 1953 återerövra titeln men förlorade matchen mot den nye mästaren The Hawaiian Swede Carl Olson. Att Turpin blev brittisk samväldesmästare räckte inte som tröst för honom. Han förlorade dessutom 1954 den europeiska mellanviktstiteln till den extremt hårtslående Tiberio Mitri som knockade Turpin i första ronden.
Efter den motgången dalade Turpins stjärna snabbt men han fortsatte att boxas mot mediokert motstånd i många år, samtidigt som han började gå upp i vikt. Smått sensationellt lyckades han 1957 bli brittisk mästare i lätt tungvikt i en match där motståndaren Arthur Howard slog ner Turpin tre gånger men ändå förlorade på poäng. Efter några segrar till knockades Turpin 1958 av en nästan helt okänd boxare från Trinidad i rond 2 och bestämde sig för att sluta. Han återkom till ringen 1963 och gick två matcher som han vann. En kuriositet gällande den andra av dessa två matcher (1964) är att för motståndaren Charles Seguna från Malta var matchen hans första och sista som proffs.
Turpin drabbades efter sin karriär av svåra psykiska problem och tog sitt liv 1966.
Hans slutliga matchstatistik omfattar 66 segrar (45 på KO), 8 förluster och 1 oavgjord.

## Eftermäle
Caryl Phillips roman Foreigner (2007), svensk översättning Främlingar (2008), innehåller ett kapitel "Made in Wales" om Randy Turpin. I boken berättas att det bara finns två statyer av svarta män i England. Av Nelson Mandela och Randy Turpin.